# Andrea Esterhazy
Andrea Esterhazy (eigentlich Graf András Béla Péter Hubert Esterházy de Galántha; * 19. Oktober 1913 in Pressburg; † 30. Juli 1984 in Rom) war ein österreichisch-ungarischer Schauspieler.
Esterhazy schlug zunächst die Laufbahn eines Diplomaten ein und war ab Mitte der 1930er Jahre für das ungarische Außenministerium in Budapest tätig. 1947 erhielt er einen Ruf als Botschaftssekretär nach Italien. Dort blieb der vielsprachige Esterhazy gegen den Wunsch seiner Regierung und arbeitete als Darsteller beim Film. In vielen kleinen Rollen war er bis zu seinem Tode beschäftigt. Er, dessen Rufname bald Bondi lautete, war dabei auch in etlichen preisgekrönten Filmen zu sehen, so in passendem Debüt als Botschaftangehöriger in Ein Herz und eine Krone 1953, in King Vidors Krieg und Frieden (1956), in Daisy Miller Mitte der 1970er Jahre und 1981 in der italienisch-britischen Produktion Kennwort: Salamander kurz vor seinem Tode.

## Filmografie (Auswahl)
- 1953: Ein Herz und eine Krone (Roman Holiday)
- 1956: Krieg und Frieden (War and Peace)
- 1974: Daisy Miller
- 1976: Nina – Nur eine Frage der Zeit (A Matter of Time)
- 1976: Schwarzer Engel (Obsession)
- 1976: Treffpunkt Todesbrücke (The Cassandra Crossing)
- 1981: Kennwort: Salamander (The Salamander)